# Records Management Journal
Das Records Management Journal ist eine englischsprachige Fachzeitschrift aus dem Bereich der Schriftgutverwaltung (bzw. engl. records management), die seit 1989 erscheint (ISSN 0956-5698). Sie wird vom britischen Verlag Emerald Publishing in Bingley herausgegeben, in Verbindung mit der Association for Information Management (ehemals Association of Special Libraries and Information Bureaux, Aslib), einem Zusammenschluss öffentlicher und privater Einrichtungen aus dem Bereich des Informationsmanagements.

## Inhalt
Der inhaltliche Schwerpunkt des Records Management Journal liegt vor allem bei der Verwaltung von modernem und digitalem Schriftgut sowie bei technischen Neuerungen in diesem Gebiet. Die Beiträge weisen einen hohen Praxisbezug auf; es geht vielfach um die Umsetzung von Forschungsergebnissen und neuen Verfahren in der Praxis. Gelegentlich werden auch der Themenbereich des Archiv- und Bibliothekswesens sowie Fragen der archivischen Bewertung und Übernahme von Schriftgut aufgegriffen. Historiographische Beiträge, wie in manchen Archivzeitschriften üblich, gibt es im Records Management Journal nicht.

## Erscheinungsweise
Die Zeitschrift erscheint derzeit (2022) dreimal jährlich, und zwar gedruckt und digital. Die Seitenzählung erfolgt innerhalb eines Jahrgangs durchgängig durch die drei Ausgaben (zusammengefasst als ein „Volume“).

## Weblink
- Website des Records Management Journal (englisch)